# サン＝マロ＝ド＝ベニョン
サン＝マロ＝ド＝ベニョン （Saint-Malo-de-Beignon、ブルトン語:Sant-Maloù-Benion）は、フランス、ブルターニュ地域圏、モルビアン県のコミューン。

## 概要
ベニョンに隣接するコミューンであり、アンシャン・レジーム時代にサン・マロ司教が夏の別荘を構えたことから聖マロに因んだ名となっている。

## 人口統計
| 1962年 | 1968年 | 1975年 | 1982年 | 1990年 | 1999年 | 2006年 | 2011年 |
| ------ | ------ | ------ | ------ | ------ | ------ | ------ | ------ |
| 715    | 431    | 384    | 329    | 390    | 385    | 813    | 492    |

参照元:1999年までEHESS、2000年以降INSEE